# Reprezentacja Węgier w piłce siatkowej mężczyzn
Reprezentacja Węgier w piłce siatkowej mężczyzn – narodowa reprezentacja tego kraju, reprezentująca go na arenie międzynarodowej. Podlega Węgierskiej Federacji Siatkarskiej (Magyar Röplabda Szövetsége).

## Rozgrywki międzynarodowe
Mistrzostwa Europy:
- 1950 –  3. miejsce
- 1955 – 7. miejsce
- 1958 – 5. miejsce
- 1963 –  2. miejsce
- 1967 – 6. miejsce
- 1971 – 5. miejsce
- 1975 – 11. miejsce
- 1977 – 4. miejsce
- 1979 – 8. miejsce
- 1983 – 11. miejsce
- 2001 – 9. miejsce

Liga Europejska:
- 2013 – 12. miejsce
- 2017 – 6. miejsce

Srebrna Liga Europejska:
- 2018 – 6. miejsce
- 2019 – 5-6. miejsce
- 2021 –  3. miejsce
- 2022 – 4. miejsce
- 2023 –  2. miejsce[1]